# Бояна (село)
Бояна (болг. Бояна) — село в Болгарии. Находится в Варненской области, входит в общину Вылчи-Дол. Население составляет 283 человека.

## Политическая ситуация
В местном кметстве Бояна, в состав которого входит Бояна, должность кмета (старосты) исполняет Цвятко Стефанов Савов (Национальное движение «Симеон Второй» (НДСВ)) по результатам выборов.
Кмет (мэр) общины Вылчи-Дол — Веселин Янчев Василев (независимый) по результатам выборов.